# 非行少年
非行少年（ひこうしょうねん、juvenile delinquent）とは、日本の少年保護手続における用語の一つであり、犯罪少年（はんざいしょうねん）、触法少年（しょくほうしょうねん）及び虞犯少年（ぐはんしょうねん）を併せていう。少年法1条にいう「非行のある少年」も同義である。同法3条は、「審判に付すべき少年」との見出しの下に非行少年を定義しているが（他に、同法6条1項も「審判に付すべき少年」という表現を用いている。）、厳密にいうと、審判に付すべき少年には、非行少年のほかに、強制的措置許可申請（同法6条の7第2項）がなされた少年と、保護観察所の長が虞犯通告（犯罪者予防更生法42条1項）をなした保護観察対象者も含まれる。
概論的知識を求める者は、「少年保護手続#非行少年」を参照されたい。以下、非行少年という概念に関する議論を概観する。

## 犯罪少年
犯罪少年（はんざいしょうねん）とは、罪を犯した少年（少年法3条1項1号）をいう。

### 有責性
犯罪少年と評価するためには、その少年が行為について有責であることを要するかが議論されている。伝統的に、有責性必要説が多数説とされてきたが、有責性不要説に立つ学説、裁判例も有力である。
有責性必要説は、(1)「罪を犯した」（少年法3条1項1号）とある以上、犯罪の成立要件を全て満たすこと、すなわち構成要件に該当する違法な行為を有責に行ったことが必要なのは当然である、(2)保護処分も少年にとって不利益、不名誉な処分であることは刑事処分と大差はないから、これに付するには非難可能でなければならないし、またそうでなければ少年の納得も得られないなどと主張している。
有責性不要説は、(1)立法経過からみても有責性は不要と解すべきである、(2)有責性を要するとすれば、行為時に責任能力を欠き、審判時にこれを回復したような少年（例えば、薬物の濫用により一時的な心神喪失に陥って犯罪行為をなした場合）については、保護処分に付すことができず（心神喪失等の状態で重大な他害行為を行った者の医療及び観察等に関する法律3条3項参照）、審判時に回復していれば入院措置（精神保健及び精神障害者福祉に関する法律29条）もとれないこととなり、適切な処遇を欠くなどと主張している。

### 訴訟条件・処罰阻却事由
親告罪の告訴や公訴時効（刑事訴訟法257条）などの訴訟条件や、親族相盗（刑法244条1項）などの処罰阻却事由は、犯罪の成否とは無関係であるから、少年保護手続では、訴訟条件を欠いたり処罰阻却事由がある行為についても審判の対象とすることができる。
もっとも、例えば強姦（刑法177条）が親告罪とされた（同法180条）のは被害者の心情に配慮する趣旨であり、このような訴訟条件や処罰阻却事由が設けられた趣旨を没却することがないように調査・審判（あるいはその前提となる捜査）を進めるべきは当然である。この点、少なくとも親告罪については、被害者から告訴を得て送致するのが捜査実務の通例のようである。

## 触法少年
触法少年（しょくほうしょうねん）とは、14歳に満たないで刑罰法令に触れる行為をした少年（少年法3条1項2号）をいう。
触法少年についても、行為について有責であることを要するかが議論されている。
なお、少年法は触法少年の年齢に下限を設けていないが、少なくとも故意又は過失、あるいはこれらの前提となる事理弁識能力（自己の行為が規範に適合しているか否かを判別する能力）が存在しなければ、当該少年の行為を構成要件に該当すると評価できないことになるから、事理弁識能力が備わっている（実務上、満10歳前後が下限とされているようであるとの見解がある。）ことが必要である。

## 虞犯少年
虞犯少年（ぐはんしょうねん）とは、18歳に満たないで一定の不良行状（虞犯事由）があって、かつ、その性格又は環境に照らして、罪を犯し又は触法行為をするおそれ（虞犯性（ぐはんせい））がある少年（少年法3条1項3号）をいう。

### 虞犯性
虞犯性については、少年がなすおそれのある行為をどこまで特定する必要があるかが議論されている。
単に何らかの構成要件に該当する行為をなすおそれがあるという抽象的なもので足りるとする説、具体的にある特定の構成要件（恐喝、詐欺など）に該当する行為をなすおそれがあることを要するとする説、財産犯とか性犯罪といった刑事学的な犯罪類型が特定されていれば足りるとする説がある。
また、虞犯性と虞犯事由との関係も議論されている。
虞犯性は虞犯の構成要件ではなく、虞犯事由が認められれば虞犯少年といってよいとする見解もあるが、通説や裁判実務（最高裁家庭局見解家月20巻11号129頁）は虞犯事由とは別に虞犯性を要求する。
もっとも、通説も、虞犯事由は経験則に照らして少年に犯罪行為や触法行為をなすおそれがあることを強く示唆すると考えられる不良行状を類型化したものであるから、虞犯事由が認められるということは虞犯性が存在することを裏付ける重要な資料ともなると説明している。裁判例でも、まず虞犯事由を認定し、次に少年の性格などの資質的要因、家庭や学校、職場、交友関係などの環境的要因を認定して、これらを総合すると虞犯性が認められると結論付ける例が多いようである。
さらに、虞犯性と要保護性との関係も議論されている。
虞犯性は要保護性に含まれてしまうとの見解もあるが、両者は別個のものと解するのが通説である。要保護性は家庭裁判所の審判の時点（いわば「現在」）における再非行の危険性が問題となっているのに対して、虞犯性は虞犯事由に該当する行為を少年が行った時点（いわば「過去」）における犯罪行為等のおそれが問題となっているといえよう。

### 虞犯事実の同一性
虞犯少年に対して保護処分がなされたときは、審判を経た虞犯事実について、再び家庭裁判所の審判に付することができない（少年法46条類推適用、東京高裁平成11年9月9日決定家月52巻2号172頁など。「事件」の意義については最高裁昭和36年9月20日決定刑集15巻8号1501頁参照）。
このため、どの範囲の行為を1個の虞犯事実とみるかが議論されている。
まず、複数の虞犯が同時に成立することがあるかという問題がある。
各虞犯事由に該当する事実ごとに別個の虞犯が成立するとの見解や、少年がなすおそれがある行為の種類ごとに（つまり虞犯性の種類ごとに）別個の虞犯が成立するとの見解があり、これらの見解によれば、複数の虞犯が同時に成立することになる。これに対して、虞犯の成否が問題となる時点で存在する虞犯事由及びぐ犯性の全体が1個の虞犯事実を構成するとの見解があり（多数説か）、この見解によれば、複数の虞犯が同時に成立することはないことになる。
また、虞犯の成否はいつまでに生じた事実を基に判断すべきかという問題がある。
家庭裁判所の事件受理時までに生じた事実とする見解があり、この見解によれば、受理後審判時までに生じた虞犯事実に基づき、審判後に少年を改めて保護処分に付すことが可能となる。しかし、多数説は、終局決定時までに生じた事実としている。

### 犯罪事実と虞犯事実の関係
犯罪少年（及び触法少年）の中には、生活が乱れていたり、検挙以前から未発覚の犯罪行為を繰り返してきた者も多い。こうした少年については、虞犯事実（虞犯事由及び虞犯性）も認められることになるが、犯罪事実とは別に、虞犯事実をも非行事実として取り上げて審判の対象とすることができるかが問題とされている。
諸説あるが、裁判例において有力な見解は、犯罪事実が虞犯性を基礎付ける主要な要素ともなっていて（要するに、現に少年が犯罪行為をなしたこと以外に、その少年が将来犯罪行為をなす可能性があるといえる主な根拠が見当たらないということ。）、犯罪事実に関連する非行化の要因を軽減・除去することが虞犯性の軽減・除去にも直結するような場合には、犯罪事実のみを非行事実として取り上げるべきであるとしている。
例えば、家出を繰り返し、家出中の生活費に困って万引を繰り返している少年Aが、再び家出中に万引をして検挙され、犯罪少年（窃盗）として送致されたとする。
Aは、家庭に寄り付かず、かつ、将来も家出中に万引をするおそれが認められるから、Aを虞犯少年と評価することもできる。しかし、送致事実の窃盗に関連して、家庭からの離脱傾向という要因が軽減・除去されれば、将来万引をするおそれも相当程度軽減・解消することが期待できるから、Aについては送致事実のみを非行事実として取り上げるべきであり、虞犯事実をも非行事実として取り上げるべきではない。
他方、Aが再び家出中に友人から借りて運転した原動機付自転車で交通事故を起こして検挙され、犯罪少年（業務上過失傷害）として送致された場合を考える。
この場合、送致事実に関連する要因となるのは、Aの運転技術の未熟さや道路交通の危険に対する認識の甘さであって、窃盗の虞犯性を基礎付ける家庭からの離脱傾向とは重なり合わないから、送致事実以外に、虞犯事実をも非行事実として取り上げる余地があることになる。